# اچ‌ام‌سی‌اس مگنیفیسنت (سی‌وی‌ال ۲۱)
اچ‌ام‌سی‌اس مگنیفیسنت (سی‌وی‌ال ۲۱) (به انگلیسی: HMCS Magnificent (CVL 21)) یک کشتی بود که طول آن ۶۹۵ فوت (۲۱۱٫۸۴ متر) بود. این کشتی در سال ۱۹۴۴ ساخته شد.